# Skogsö, Åland
Skogsö är en ö i Åland (Finland). Den ligger i Ålands hav eller Skärgårdshavet och i kommunen Jomala i landskapet Åland, i den sydvästra delen av landet. Ön ligger nära Mariehamn och omkring 280 kilometer väster om Helsingfors.
Öns area är 21,3 hektar och dess största längd är 0,7 kilometer i öst-västlig riktning. Ön höjer sig omkring 20 meter över havsytan. I omgivningarna runt Skogsö växer i huvudsak barrskog.

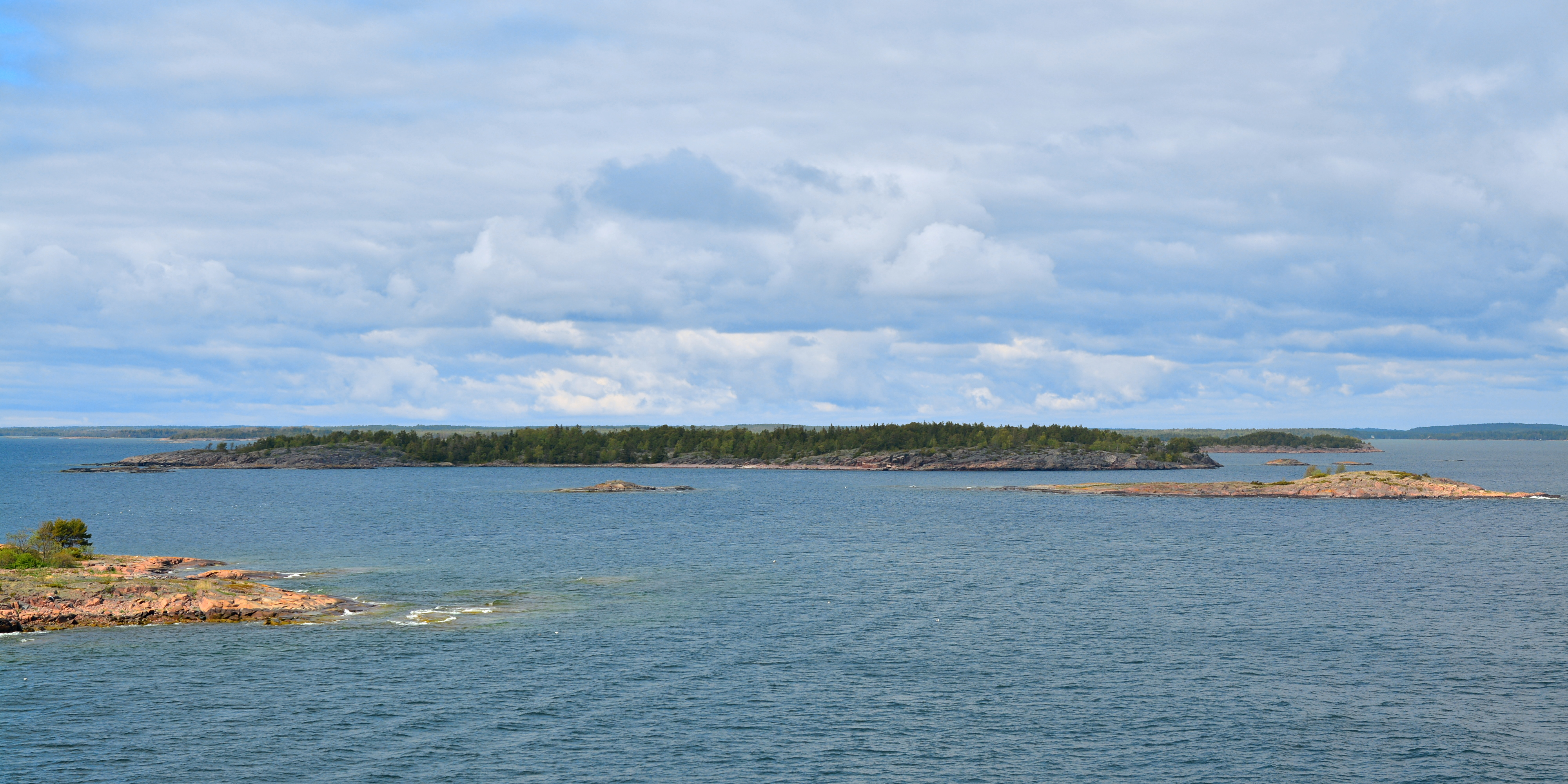
Skogsö sedd söderifrån. I förgrunden syns Tvibenan till vänster och Skogsö grund till höger.